# Cirolana pustulosa
Cirolana pustulosa är en kräftdjursart som först beskrevs av Hale 1925.  Cirolana pustulosa ingår i släktet Cirolana och familjen Cirolanidae. Inga underarter finns listade i Catalogue of Life.